# Hieracium hilare
Hieracium hilare es una especie de planta con flor del género Hieracium, de la familia Asteraceae, orden Asterales.

## Distribución
Hieracium hilare se distribuye por Suecia.

## Taxonomía
Fue descrita científicamente por (Dahlst. ex Omang) T. Tyler.
Tratamiento taxonómico
La especie aparece registrada y publicada en Nordic J. Bot.